# 双齿毛足蟹
双齿毛足蟹（学名：Lachnopodus bidentatus）为扇蟹科毛足蟹属的动物。分布于夏威夷、塔希提岛、斐济群岛、新几内亚、圣诞岛、菲律宾、安达曼群岛以及中国大陆的西沙群岛等地，生活环境为海水，多生活于珊瑚礁浅水中。